# Choi Kang-hee (attrice)
Choi Kang-hee (최강희?, 崔江姬?, Choe Gang-huiLR, Ch'oe KanghŭiMR; Seul, 5 maggio 1977) è un'attrice e conduttrice radiofonica sudcoreana.
Ha esordito nel 1995 nel teen drama Seonsedae bogo - Eoreundeur-eun molla-yo e successivamente è apparsa nei primi capitoli dei franchise Yeogogoedam (1998) e Hakgyo (1999). Nel 2005 ha iniziato a lavorare come conduttrice radiofonica per KBS Cool FM. Grazie alla sua interpretazione in Jjejjehan romance (2010) ha ottenuto tre premi popolarità ai Baeksang Arts Award e a due edizioni dei Blue Dragon Film Award, mentre nel 2011 ha recitato da protagonista in una delle serie più premiate agli SBS Drama Award di quell'anno, Boseureul jikyeora.

## Filmografia

### Cinema
- Yeogogoedam (여고괴담?), regia di Park Ki-hyung (1998)
- Haengbokhan jang-uisa (행복한 장의사?), regia di Jang Moon-il (2000)
- Wani-wa Junha (와니와 준하?), regia di Kim Yong-gyun (2001)
- Dalkom, salbeolhan yeon-in (달콤, 살벌한 연인?), regia di Son Jae-gon (2006)
- Kkonminam yeonswae tereosageon (꽃미남 연쇄 테러사건?), regia di Lee Kwon (2007)
- Nae sarang (내 사랑?), regia di Lee Han (2007)
- Ae-ja (애자?), regia di Jeong Gi-hun (2009)
- Bestseller (베스트셀러?), regia di Lee Jung-ho (2010)
- Jjejjehan romance (쩨쩨한 로맨스?), regia di Kim Jung-hoon (2010)
- Minamunbanggu (미나문방구?), regia di Jung Ik-hwan (2013)
- Geu saram geu sarang geu sesang (그 사람 그 사랑 그 세상?), regia di Kwon Hyuk-man (2014)
- Geunyeo-ui jeonseol (그녀의 전설?), regia di Kim Tae-yong (2015)
- Yu Yeor-ui eum-ag album (유열의 음악앨범?), regia di Jung Ji-woo (2019)

### Televisione
- Sinsaedae bogo - Eoreunder-eun molla-yo (신세대 보고 - 어른들은 몰라요?) – serie TV, 6 episodi (1995-1996)
- Adeulgwa yeon-in (아들과 연인?) – serie TV (1996)
- Icing (아이싱?) – serie TV (1996)
- Na (나?) – serie TV (1996-1997)
- Namja set yeoja set (남자 셋 여자 셋?) – serie TV (1997)
- Jeon-won ilgi (전원일기?) – serial TV (1997)
- Ma-eul boss (마을버스?) – serie TV (1998)
- Ji-wojiji anh-eul geu yeondubit (지워지지 않을 그 연두빛?) – serie TV (1998)
- Yeojareul malhanda - Nae aneun Suji-ege (여자를 말한다 - 내 아내 수지에게?) – serie TV (1998)
- Jeonseor-ui gohyang - Gwimyeonsalpung (전설의 고향 - 귀면살풍?) – serie TV (1998)
- Tema game (테마게임?) – serie TV (1998)
- Jong-ihak (종이학?) – serie TV (1998-1999)
- Haebaragi (해바라기?) – serie TV (1998-1999)
- Hakgyo (학교?) – serie TV (1999)
- Gwangkki (광끼?) – serie TV (1999-2000)
- Areumda-un seonmul (아름다운 선물?) – serie TV (1999)
- Neukkim-i joh-a (느낌이 좋아?) – serie TV (2000)
- Haengjin (행진?) – serie TV (2000)
- Wanggwa bi (왕과 비?) – serie TV (2000)
- Hakgyo 3 (학교 3?) – serie TV, episodio 38 (2001)
- Medical Centre (메디컬 센터?) – serie TV (2001)
- Sinhwa (신화?) – serie TV (2001)
- Sarang-eun ireon-geo-ya (사랑은 이런거야?) – serie TV (2001-2002)
- Maenggane jeonseongsidae (맹가네 전성시대?) – serie TV (2002-2003)
- Sur-ui nara (술의 나라?) – serie TV (2003)
- Danpatppang (단팥빵?) – serie TV (2004-2005)
- Ibyeor-e daechihaneun uri-ui jase (이별에 대처하는 우리의 자세?) – serie TV (2005)
- Gomapseumnida (고맙습니다?) – serie TV, episodio 1 (2007)
- Dalkomhan na-ui dosi (달콤한 나의 도시?) – serie TV (2008)
- Boseureul jikyeora (보스를 지켜라?) – serie TV (2011)
- 7geup gongmu-won (7급 공무원?) – serie TV (2013)
- Heart to Heart (하트 투 하트?) – serie TV (2015)
- Hwaryeohan yuhok (화려한 유혹?) – serie TV (2015-2016)
- Churi-ui yeo-wang (추리의 여왕?) – serie TV (2017)
- Han-yeoreum-ui chu-eok (한여름의 추억?) – miniserie TV (2017)
- Churi-ui yeo-wang 2 (추리의 여왕 2?) – serie TV (2018)
- Neomu hannaj-ui yeon-ae (너무 한낮의 연애?) – film TV (2018)
- Good Casting (굿캐스팅?) – serie TV (2020)
- Hello, Me! (안녕? 나야!?) – serie TV (2021)